# Dave East
Dave East, de son vrai nom David Brewster, Jr., né le 3 juin 1988 à New York, est un rappeur et acteur américain. Dave East est ensuite nommé dans la XXL Freshman Class 2016.

## Discographie

### EPs
- 2016 : Born Broke, Die Rich
- 2017 : Paranoia: A True Story
- 2018 : Paranoia 2

### Mixtapes
- 2010 : Change of Plans
- 2011 : Insomnia
- 2011 : American Greed
- 2011 : Don't Sleep
- 2012 : No Regrets
- 2013 : Gemini
- 2014 : Black Rose
- 2014 : Straight Outta Harlem
- 2015 : Hate Me Now
- 2016 : Kairi Chanel
- 2017 : Karma
- 2022 : Book of David

## Filmographie
Sauf indication contraire, les informations mentionnées dans cette section peuvent être confirmées par la base de données cinématographiques IMDb,  présente dans la section « Liens externes ».
- 2017 : Being Mary Jane (série TV) - 1 épisode : lui-même
- 2019 : Beats de Chris Robinson : M. Ford
- depuis 2019 : Wu-Tang: An American Saga (série TV) - 18 épisodes : Method Man